# Didymodon riparius
Didymodon riparius là một loài rêu trong họ Pottiaceae. Loài này được (Austin) Kindb. mô tả khoa học đầu tiên năm 1897.